# GE Dash 8-40B

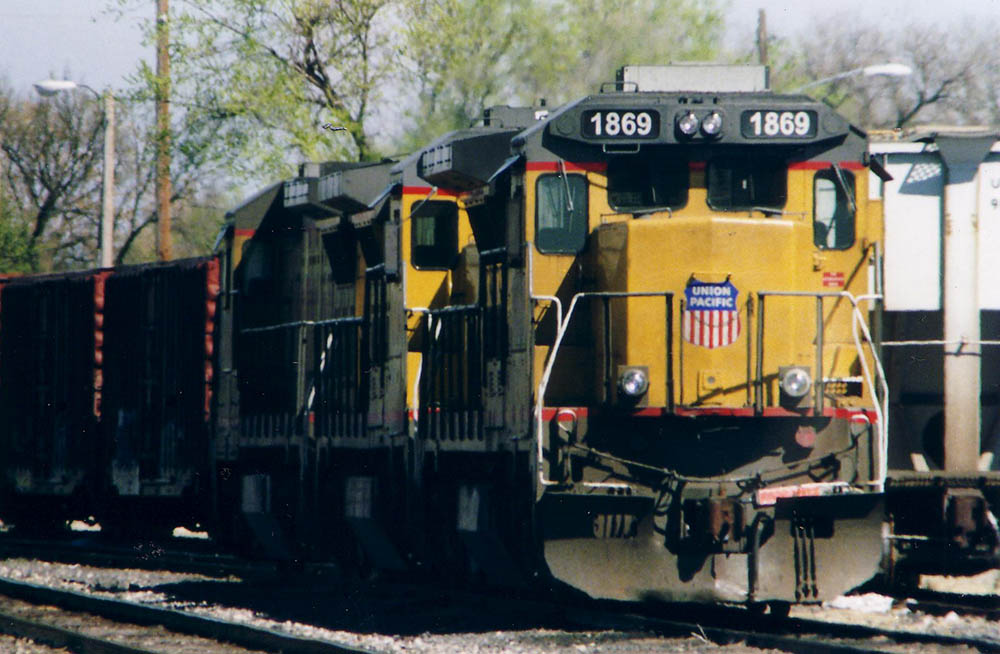
A mozdony szemből

A GE Dash 8-40B  egy amerikai B-B tengelyelrendezésű dízelmozdony-sorozat. Összesen 150 db-ot gyártott belőle a GE Transportation Systems 1988 és 1989 között.

## Üzemeltetők
| Vasúttársaság                                            | Darabszám | Pályaszám             |
| -------------------------------------------------------- | --------- | --------------------- |
| Atchison, Topeka and Santa Fe Railway                    | 40        | 7410-7449             |
| Conrail                                                  | 30        | 5060-5089             |
| General Electric                                         | 1         | 8002                  |
| New York, Susquehanna and Western Railway                | 24        | 4002-4048 (even nos.) |
| St. Louis Southwestern Railway                           | 54        | 8040-8093             |
| United States Department of Energy (Savannah River Site) | 1         | 107                   |